# IG Farben

IG Farben logo.

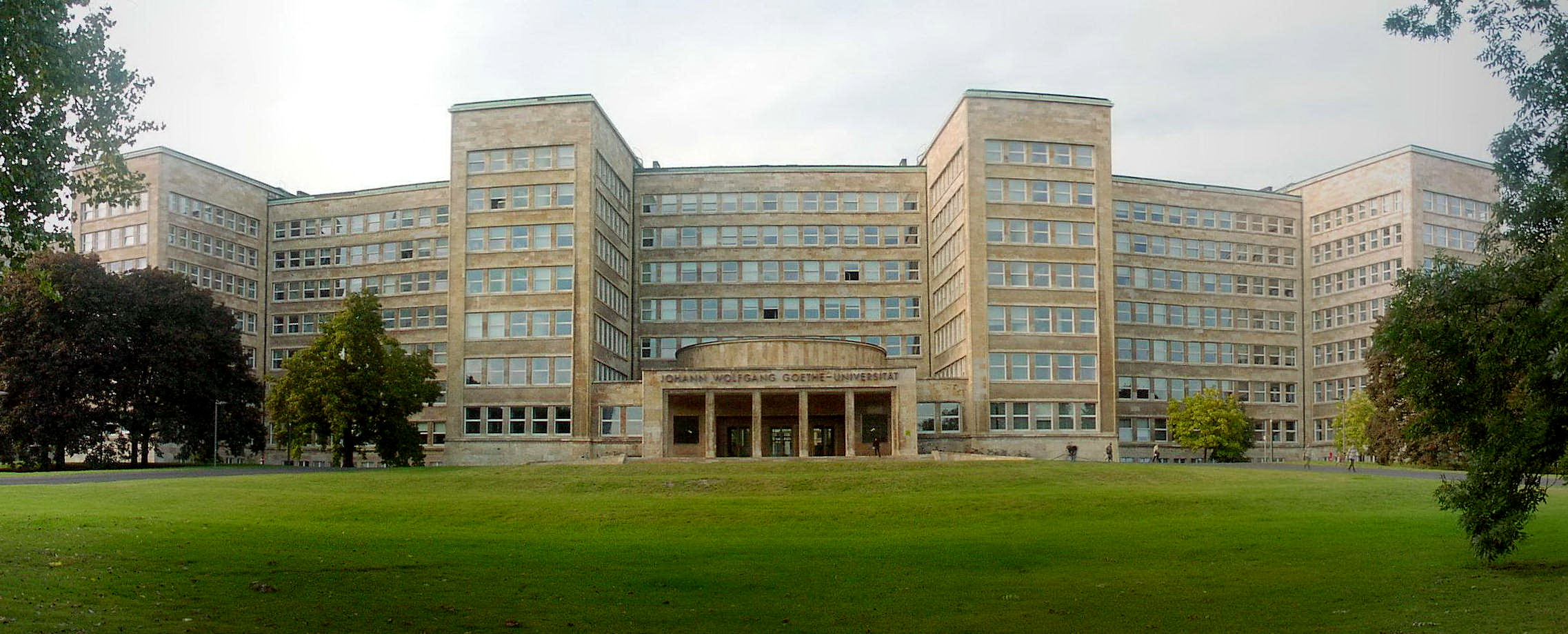
Huvudkontoret i Frankfurt am Main ritades av Hans Poelzig.

IG Farben, Interessengemeinschaft der deutschen Teerfarbenindustrie (Tyska tjärfärgsindustrins intressegemenskap) och från 1925 I.G. Farbenindustrie AG, var en tysk kemi- och läkemedelskoncern. IG Farben med huvudkontor i Frankfurt am Main blev världens största kemikoncern efter bildandet 1925. Efter andra världskriget splittrades koncernen (bland annat BASF, Agfa, Bayer AG och Hoechst) men företaget har formellt funnits kvar. 
IG Farben hade en drivande roll inom näringslivet i Nazityskland och var en av hörnstenarna i uppbyggandet av den tyska krigsmakten genom kapital, råvaror och arbetskraft. Företaget begick krigsförbrytelser under andra världskriget och efter kriget genomfördes IG Farben-processen.

## Historia

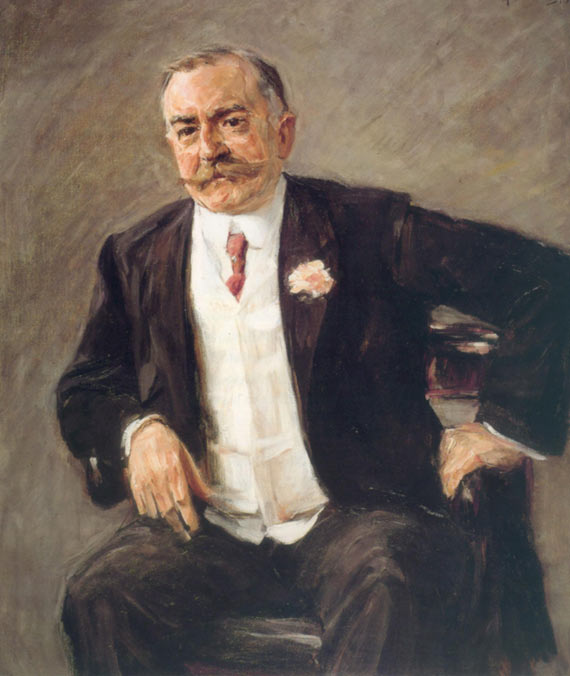
Carl Duisberg.

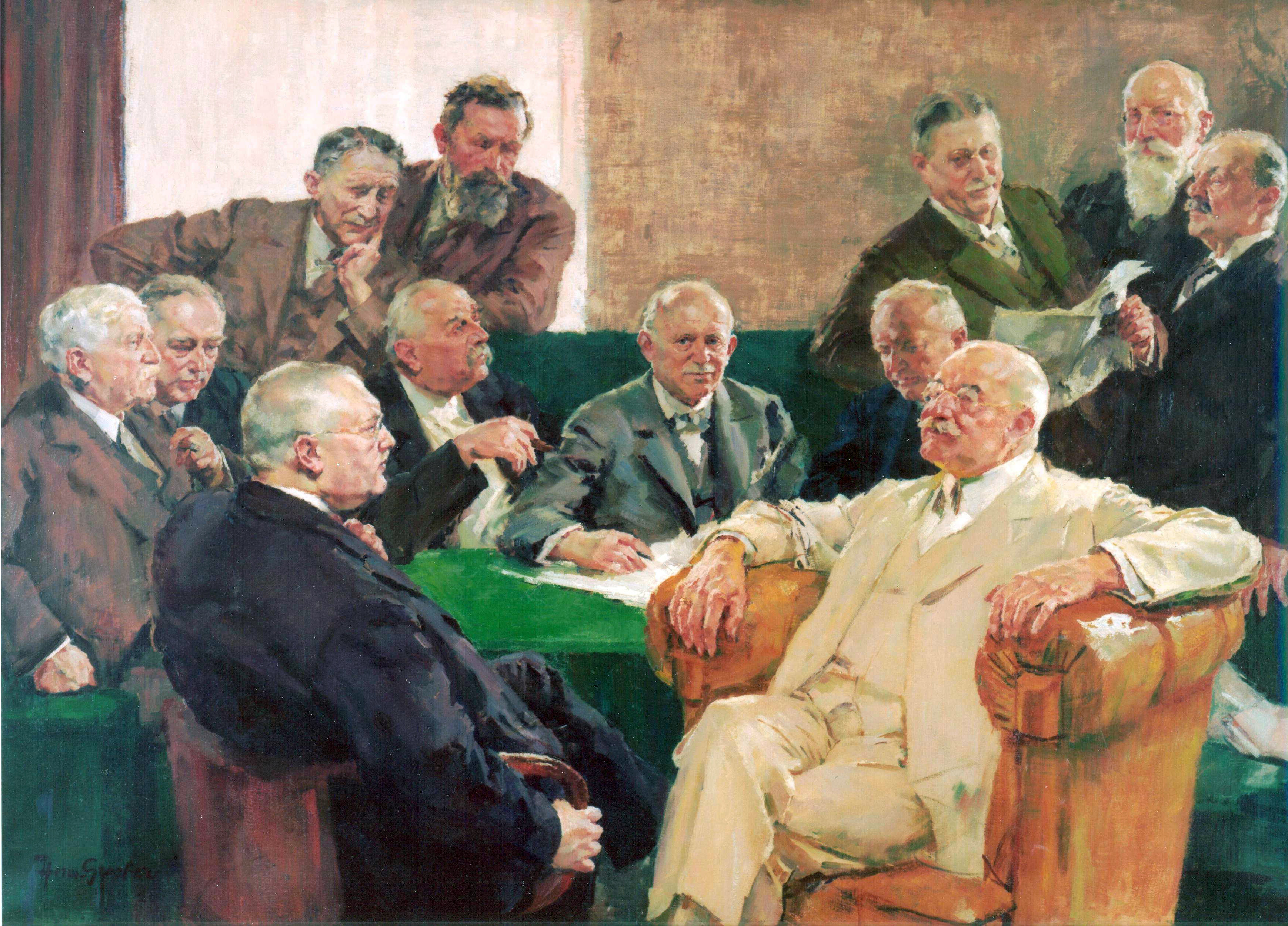
IG Farbens styrelse 1926. Carl Duisberg sittande i ljus kostym.

IG Farben var en företagskoncern byggd av Tysklands största processkemiföretag. Redan före första världskriget hade Tyskland en världsledande färgindustri, som sedan kom att dominera hela världsmarknaden för processkemi. Bayer AG:s Carl Duisberg var drivande i skapandet av IG Farben och hade sin förebild i amerikanska Standard Oil som skapat en lönsam trust. Duisberg skrev "Denkschrift über die Vereinigung der deutschen Farbenfabriken". 1903 började man fundera kring skapandet av en kartell (trust) mellan Tysklands ledande kemiföretag: BASF tillsammans med Bayer AG och Agfa. Det var Bayers Carl Duisberg som drev på tanken om en trust med förebilden i Standard Oil. Till en början var även Hoechst med i bilden men ändrade sedan sin strategi, bl.a. via köpet av Cassella. BASF, Bayer och Agfa bildade 1904 IG Farben. Intressegemenskapen var på lösare grunder: Företagen var fortfarande självständiga och det handlade om ett djupgående samarbete och kallades också Dreibund.
1915-1916 förstärktes samarbetet ytterligare och samtidigt utökades det med andra företag. Efter första världskriget beslagtogs patent och fabrikerna monterades ned - den tyska kemindustrin hamnade i en svår kris. Detta tillsammans med att man förlorade de viktiga exportmarknaderna gjorde att man förlorade sin ställning på världsmarknaden trots en snabb återuppbyggnad. Detta gällde hela den tyska kemi- och läkemedelsindustrin vilket förde med sig grundandet av IG Farben 1925. Ett djupare och bredare samarbete hade inletts tidigare då företagens färgproduktion på ett tidigt stadium förlorat marknader och gått samman: BASF, Bayer och Agfa från det ursprungliga samarbetet gick samma i ett gemensamt företag med Hoechst AG, Griesheim Elektron (idag Messer Griesheim) och Weiler-ter-Meer  för att styra och sina färgproduktioner. 

### IG Farben formeras
BASF blev grunden för IG Farben då man förde över de andra företagens tillgångar till BASF. Hoechst AG (med Cassella och Kalle & Co. AG) var de första som gick in i BASF och snart följde Bayer, Agfa, Griesheim Elektron und Weiler-ter-Meer. 2 december 1925 var fusionen slutföljd då BASF antog namnet IG Farben (I.G. Farbenindustrie AG). Huvudkontoret förlades till Frankfurt am Main. Den nya koncernen hade omsättning på 1,1 miljarder riksmark och 80 000 anställda.
I koncernen (trusten) som bildades 1925 ingick:
- BASF (Badische Anilin- und Sodafabrik)
- Bayer
- Hoechst (med Kalle och Cassella)
- Agfa
- Griesheim Elektron
- Weiler-ter-Meer

1935 grundade man Buna-Werke. Vid IG Farben togs metadon fram 1937 av Max Bockmühl och Gustav Ehrhart. Tabun upptäcktes av kemisten Gerhard Schrader vid IG Farben. 1938 byggdes anläggningen som blev Hüls upp.

### IG Farben och andra världskriget

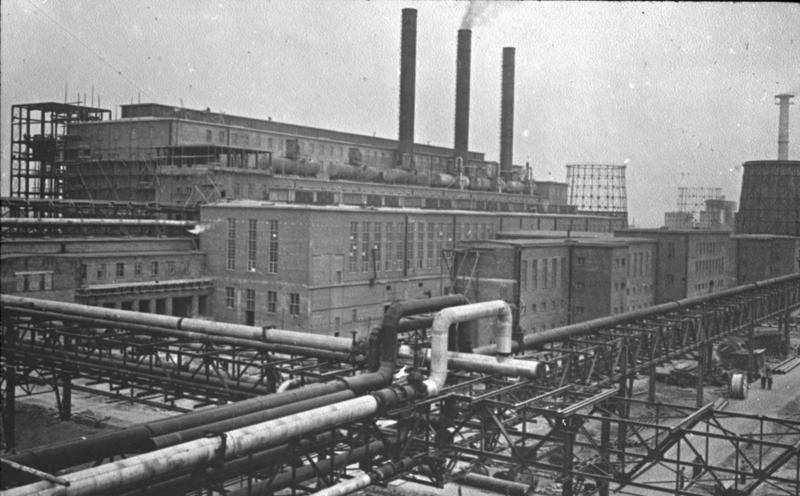
IG Farbens fabrik i Monowitz i närheten av Auschwitz.

Man var en av de största utnyttjarna av judiska fångar från Auschwitz som arbetskraft och en av hörnstenarna i uppbyggandet av den tyska krigsmakten genom kapital, råvaror och arbetskraft. Bland annat satt representanter från IG Farben med och planerade invasionen av Polen och Tjeckien, för att kunna markera ut områden och industrier som var lämpliga för kemiindustriell exploatering. Vid invasionerna konfiskerades de industrier IG Farben ansåg sig behöva och överfördes i tysk drift. Vidare byggde man en fabrik för framställning av syntetisk olja i Monowitz vid Auschwitz, vilket blev början på SS verksamhet på orten. Giftgasen Zyklon B som användes för massavrättningarna i koncentrationslägret tillverkades även den av ett till IG Farben närstående företag vid namn Degesch (Deutsche Gesellschaft für Schädlingsbekämpfung), där IG Farben hade aktiemajoritet.

### IG Farben-processen
Huvudartikel: IG Farben-processen
Företaget begick så många krigsförbrytelser i Nazityskland under andra världskriget att de allierade övervägde att helt upplösa företaget och konfiskera dess tillgångar. I stället delades de slutligen i mindre företag år 1951. De mindre har senare uppgått i de tre stora, BASF, Bayer AG och Hoechst. Flera av företagets företrädare dömdes till fängelse för krigsförbrytelser under IG Farben-processen 1947–1948, som var en av Nürnbergrättegångarna. 

### IG Farben efter 1945
Företagets olika fabriker hamnade under respektive ockupationsmakt beroende på i vilken besättningszon fabriken låg. Fabrikerna i öst blev senare ofta statsägda fabriker (bl.a. Buna-Werke och Leunawerke) och fick under de första åren bidra till det krigsskadestånd som Sovjetunionen hade på DDR. De allierade tog delar av företagets produkter och startade egna företag med samma namn. Tyska och amerikanska Bayer var under lång tid olika företag, men det berodde på bestämmelser som fattats i samband med Versaillesfördraget 1919. Senare har företaget köpt dessa delar. 
I väst återskapades de ursprungliga företagen Bayer AG, Hoechst och BASF som enskilda koncerner. De företag som skapades efter kriget och ses som efterföljare till IG Farben var Agfa, BASF, Cassella Farbwerke, Hüls (Chemische Werke Hüls AG, Marl), Bayer AG, Hoechst, Duisburger Kupferhütte AG, Kalle, Wacker-Chemie München, Dynamit AG Troisdorf och Wasag Chemie AG. Inget av dessa företag är rättslig efterträdare till IG Farben då företaget 1 januari 1952 blev I.G. Farbenindustrie AG i.L.. IG Farben anmälde insolvens först 2003 vilket berodde på komplicerade ägarförhållanden och skadeståndsfrågor.

## Personer
- Otto Ambros
- Carl Bosch
- Heinrich Bütefisch
- Carl Duisberg
- Fritz Ecarius
- Fritz Haber
- Adolf Haeuser
- Max Ilgner
- Carl Krauch
- Fritz ter Meer
- Georg von Schnitzler
- Richard von Schnitzler